# Edwardsiana ariste
Edwardsiana ariste är en insektsart som först beskrevs av Mcatee 1926.  Edwardsiana ariste ingår i släktet Edwardsiana och familjen dvärgstritar. Inga underarter finns listade i Catalogue of Life.